# Puchar Ameryki Południowej w snowboardzie 2022
Puchar Ameryki Południowej w snowboardzie w sezonie 2022 to kolejna edycja tej imprezy. Cykl rozpoczął się 5 sierpnia 2022 r. w chilijskiej La Parvie zawodami slopestyle'u. Zmagania zakończyły się 21 września tego samego roku w argentyńskim Chapelco, również zawodami slopestyle'u.
Łącznie rozegrano 13 zawodów dla mężczyzn i 5/6 dla kobiet.

## Konkurencje
- SBX = snowboardcross
- SS = slopestyle
- BA = big air

## Kalendarz i wyniki

### Mężczyźni
| Lp. | Data             | Miejscowość    | Konkurencja | 1. miejsce                       | 2. miejsce                       | 3. miejsce                       |
| --- | ---------------- | -------------- | ----------- | -------------------------------- | -------------------------------- | -------------------------------- |
| 1.  | 5 sierpnia 2022  | La Parva       | SS          | Federico Chiaradio de la Iglesia | Manuel Fasola                    | Pedro Pizarro                    |
| 2.  | 5 sierpnia 2022  | La Parva       | SS          | Pedro Pizarro                    | Manuel Fasola                    | Federico Chiaradio de la Iglesia |
| 3.  | 8 sierpnia 2022  | El Colorado    | BA          | Federico Chiaradio de la Iglesia | Pedro Pizarro                    | Manuel Fasola                    |
| 4.  | 9 sierpnia 2022  | El Colorado    | BA          | Valentín Moreno                  | Álvaro Yáñez                     | Manuel Fasola                    |
| 5.  | 29 sierpnia 2022 | Corralco       | SBX         | Connor Schlegel                  | Noah Bethônico                   | Zion Bethônico                   |
| 6.  | 30 sierpnia 2022 | Corralco       | SBX         | Noah Bethônico                   | Connor Schlegel                  | Theodore McLemore                |
| 7.  | 8 września 2022  | Cerro Catedral | SS          | Federico Chiaradio de la Iglesia | Manuel Fasola                    | Pedro Pizarro                    |
| 8.  | 9 września 2022  | Cerro Catedral | SS          | Manuel Fasola                    | Álvaro Yáñez                     | Federico Chiaradio de la Iglesia |
| 9.  | 10 września 2022 | Cerro Catedral | BA          | Álvaro Yáñez                     | Pedro Pizarro                    | Federico Chiaradio de la Iglesia |
| 10. | 12 września 2022 | Cerro Catedral | BA          | Álvaro Yáñez                     | Federico Chiaradio de la Iglesia | Manuel Fasola                    |
| 11. | 15 września 2022 | La Parva       | SBX         | Noah Bethônico                   | Zion Bethônico                   | Diego Cerón                      |
| 12. | 16 września 2022 | La Parva       | SBX         | Noah Bethônico                   | Facundo Pardo                    | Zion Bethônico                   |
| 13. | 21 września 2022 | Chapelco       | SS          | Álvaro Yáñez                     | Manuel Fasola                    | Federico Chiaradio de la Iglesia |
|     | 23 września 2022 | Chapelco       | BA          | Odwołano                         | Odwołano                         | Odwołano                         |

### Klasyfikacje
| Lp. | Zawodnik                     | Punkty |
| --- | ---------------------------- | ------ |
| 1.  | Noah Bethônico               | 380    |
| 2.  | Zion Bethônico               | 250    |
| 3.  | Facundo Pardo                | 206    |
| 4.  | Joaquín Rodríguez            | 181    |
| 5.  | Connor Schlegel              | 180    |
| 6.  | Víctor-Segundo Chávez García | 160    |
| 7.  | Arnaldo Herhuay Huayhua      | 133    |
| 8.  | Theodore McLemore            | 110    |
| 9.  | Diego Cerón                  | 105    |
| 10. | Nicolás Soto Aragno          | 32     |

| Lp. | Zawodnik                         | Punkty |
| --- | -------------------------------- | ------ |
| 1.  | Manuel Fasola                    | 650    |
| 2.  | Federico Chiaradio de la Iglesia | 644    |
| 3.  | Álvaro Yáñez                     | 572    |
| 4.  | Pedro Pizarro                    | 541    |
| 5.  | Valentín Moreno                  | 408    |
| 6.  | Kefren Catriel Mendolia          | 338    |
| 7.  | Lucio Romani                     | 317    |
| 8.  | Benjamín Yáñez                   | 260    |
| 9.  | Lorenzo Machicao                 | 224    |
| 10. | Benjamín Villegas                | 198    |

### Kobiety
| Lp. | Data             | Miejscowość    | Konkurencja | 1. miejsce           | 2. miejsce       | 3. miejsce        |
| --- | ---------------- | -------------- | ----------- | -------------------- | ---------------- | ----------------- |
| 1.  | 5 sierpnia 2022  | La Parva       | SS          | Amanda Cardone       | Josefa Arellano  | Isidora Aguirre   |
| 2.  | 5 sierpnia 2022  | La Parva       | SS          | Amanda Cardone       | Isidora Aguirre  | Josefa Arellano   |
| 3.  | 8 sierpnia 2022  | El Colorado    | BA          | Amanda Cardone       | –                | –                 |
| 4.  | 9 sierpnia 2022  | El Colorado    | BA          | Brak danych          | Brak danych      | Brak danych       |
| 5.  | 29 sierpnia 2022 | Corralco       | SBX         | Madeline Lochte-Bono | Kennedy Justinen | Runa Suzuki       |
| 6.  | 30 sierpnia 2022 | Corralco       | SBX         | Madeline Lochte-Bono | Kennedy Justinen | Hannah Turkington |
|     | 8 września 2022  | Cerro Catedral | SS          | Odwołano             | Odwołano         | Odwołano          |
|     | 9 września 2022  | Cerro Catedral | SS          | Odwołano             | Odwołano         | Odwołano          |
|     | 10 września 2022 | Cerro Catedral | BA          | Odwołano             | Odwołano         | Odwołano          |
|     | 12 września 2022 | Cerro Catedral | BA          | Odwołano             | Odwołano         | Odwołano          |
|     | 15 września 2022 | La Parva       | SBX         | Odwołano             | Odwołano         | Odwołano          |
|     | 16 września 2022 | La Parva       | SBX         | Odwołano             | Odwołano         | Odwołano          |
|     | 21 września 2022 | Chapelco       | SS          | Odwołano             | Odwołano         | Odwołano          |
|     | 23 września 2022 | Chapelco       | BA          | Odwołano             | Odwołano         | Odwołano          |

### Klasyfikacje
| Lp. | Zawodniczka          | Punkty |
| --- | -------------------- | ------ |
| 1.  | Madeline Lochte-Bono | 200    |
| 2.  | Kennedy Justinen     | 160    |
| 3.  | Runa Suzuki          | 110    |
| 4.  | Hannah Turkington    | 105    |
| 5.  | Blanca Brunner       | 95     |

| Lp. | Zawodniczka     | Punkty |
| --- | --------------- | ------ |
| 1.  | Amanda Cardone  | 300    |
| 2.  | Isidora Aguirre | 140    |
| 2.  | Josefa Arellano | 140    |